# فریدون بویراحمدی
فریدون بویراحمدی (۱۶ مرداد ۱۴۰۰ (۶۸ سال) زادهٔ ۲۵ مه ۱۹۵۳ / ۴ خرداد ۱۳۳۲ در شهرستان کهگیلویه، مرگ در تهران)، یکی از یاران شاپور بختیار در نهضت مقاومت ملی ایران بود که با همدستی با دو نفر اعزامی از تهران به نام‌های محمد آزادی و علی وکیلی‌راد، در تاریخ ۶ اوت ۱۹۹۱ برابر با ۱۵ مرداد ۱۳۷۰ بختیار و منشی وی، سروش کتیبه را در خانهٔ مسکونی دکتر بختیار در حومهٔ پاریس به صورت وحشتناکی به قتل رساندند.

## زندگی
فریدون فرزند خسروخان برادر عبدالله خان ضرغام پور بود. پس از کودتای ۲۸ مرداد، عبدالله خان برادرش خسروخان را در فیلگاه دهدشت کشت و با یکی از همسران او ازدواج کرد و سرپرستی فریدون که تازه به دنیا آمده بود را هم به عهده گرفت.
عمویش عبدالله خان ضرغام پور بویر احمدی سال ها درگیر جنگ مسلحانه‌ عشایری باهم و همدستیشان با انگلیس و شیخ خزعل بود .

## قتل شاپور بختیار
فریدون بویراحمدی از افراد مورد اعتماد شاپور بختیار بود و از سال‌ها پیش به منزل دکتر بختیار رفت‌وآمد داشت. فریدون بویراحمدی موفق شد تا پس از انجام قتل به ایران بگریزد..

## احتمال دست داشتن در ترور عبدالرحمن برومند
چند ماه پیش از ترور موفق شاپور بختیار در پاریس، عبدالرحمان برومند یکی از یاران نزدیک او که به مرد شماره دو نهضت مقاومت ملی شهره بود در پاریس ترور شد. پری اسکندری در کتاب «در دادگاه متهان به قتل بختیار» ادعا می‌کند بویراحمدی احتمالا در قتل برومند هم دست داشته است. داوود عبداللهی، یکی از نزدیکان بختیار از جمله کسانی است که در دادگاه بختیار این احتمال را مطرح کرد. همچنین لادن برومند، دختر عبدالرحمن برومند هم می‌گوید دو نفر، داوود عبداللهی و جهانشاه طاهری،  بویراحمدی، به بختیار گفته بودند فریدون بویراحمدی جاسوس است. 

## مرگ در اثر کرونا
فریدون بویراحمدی در  شانزده مرداد ۱۴۰۰ بر اثر ابتلا به کووید ۱۹ در تهران درگذشت.